# Talant Mamytov
Talant Turdumamatovich Mamytov (en kirguís: Талант Турдумамат уулу Мамытов; en ruso: Талант Турдумаматович Мамытов; 14 de marzo de 1976) es un político kirguís, miembro en representación de Respublika–Ata Zhurt y presidente del Consejo Supremo de Kirguistán desde el 4 de noviembre de 2020, así como ex Presidente interino de Kirguistán. Asumió como presidente del país el 14 de noviembre de 2020 tras la dimisión del presidente interino Sadyr Zhaparov.